# صما (إربد)
صما هي قرية أردنية تبعد قرابة 18 كم إلى الغرب من مدينة إربد وحوالي 80 كم شمال العاصمة عمان، وتتبع إداريا لبلدية الطيبة الجديدة وهي أكبر منطقة من المناطق الستة التابعة للبلدية حيث تبلغ مساحتها 13.76 كم² وتطل على الاغوار وفلسطين على بحيرة طبريا وبيسان، يبلغ ارتفاعها عن سطح البحر حوالي 325 م.

## التسمية
أخذت القرية اسمها من طبيعة الصخور الصلبة والمتينة فيها حيث يُقال حجر أصمُّ: مُصْمَت، أي صُلْب ومتين أما الصَّمَّانُ: أَرض صلبة ذات حجارة إلى جنْبِ رمل وقد ذهب ياقوت الحموي إلى أن الصمّان المذكورة في قول الشاعر حسان بن ثابت (لمن الدار أقفرت بمعان *** بين شاطئ اليرموك فالصمّان) هي موضع بالشام وقد أيده أيضاً صفي الدين البغدادي في كتابه حيث ورد فيه: «الصمّان من نواحي الشام بظاهر البلقاء».
أما المستشرق الإنجليزي لي سترانج فذكر الصمّان في كتابه بأنها مكان في حدود سوريا على مشارف منطقة البلقاء
وبالتالي فالصمّان المذكورة هنا هي ليست منطقة الصمان تلك الهضبة المستطيلة التي تقع في شرق شبه الجزيرة العربية وتمتد من الربع الخالي جنوباً حتى الحدود العراقية شمالاً بطول 1000 كيلو متر تقريباً.
في حين يرى البعض أن الصمّان المذكورة في شعر حسان بن ثابت هي قرية من قرى دمشق من جهة حوران ويستدلون بجغرافية الأماكن التي ذكرها في بقية شعره:
فـالقريات من بلاس فداريا *** فـسـكاء فالقصور الدواني
جدير بالذكر أن عدد من المناطق في بلاد الشام وكلها تقع في محيط حوران تحمل نفس الاسم «صمّا» وهي قرية صما البردان وقرية صمّا الهنيدات وتقعان في محافظة السويداء جنوب سوريا.

## التاريخ
تقع القرية فوق هضبة شبه منبسطة، هي جزء من سلاسل جبال الشام الشرقية تشرف على لواء الأغوار الشمالية وتقابل جبال فلسطين الحبيبة، حط أول من سكن هذه البلدة رحاله وكان هذا في زمن لا نعرفه، فعلى الرغم من الآثار القديمة الموجودة في أراضي هذه البلدة، إلا أنه لم يجر أي مسح أثري يذكر على هذه الآثار حتى نتبين الزمن الذي نعود إليه إلا أننا متاكدين من أن الرومان قد سكنوا هذه البلدة قبل تحريرها من قبل المسلمين، حيث وجدت في الحارة الشمالية - في صما القديمة - كنيسه تعود إلى ذلك الزمن، وكان من آثار هذه الكنيسة جدران بارتفاع مترين، وأعمده من الرخام الأبيض، وكذلك لوحة رخامية كانت موضوعة فوق باب الكنيسة قيل أنها نقلت إلى القدس ومنها إلى لندن (في أيام الاستعمار البريطاني)، تحمل هذه اللوحة معلومات عن البلد وعن الكنيسة لا يعلمها إلا من إطلع عليها وفهم لغتها.
كذلك وجدت آثار رومانية وأخرى إسلامية في منطقة (خربة) كفر داهم التي هي جنوب البلد وجزء منها، فالبلد سكنها رومان وسكنها مسلمون، ولكن الملاحظ أن البلدة ظلت قليلة السكان لفترة طويلة من الزمن وهذا ما تعكسه دفاتر الطابو العثمانية حيث ورد فيها: «قرية صما تابع بني كنانة وفيها خمس خانات»، وربما يكون ترحال الناس المستمر هو السبب حيث لا يُعرف عن العرب مكوثهم لفترات طويلة في منطقة واحدة ومن المرجح أن الناس بدأت الاستقرار في البلدة وإعمارها منذ ما يزيد عن مائتي عام فقط.
فقبل عام 1790 لم يكن بها كثير من الناس ولم تكن عامرة بل كانت عباره عن كهوف رومانية كثيرة تتصل ببعضها أحيانا بواسطة سراديب ضيقة وطويلة وفي عام 1885 قدم إلى هذه البلدة المهندس المعماري والرحالة الألماني غوتليب شوماخر فكتب عن البلد في كتابه:
«صما قرية واسعة، والبناء جيد، تحتوي على 55 بيت أكثرها من الحجارة وعدد سكانها أكثر من 300 شخص، طبيعة الناس بالنسبة للغرباء أصدقاء، القرية يتوفر فيها الكثير من القنوات التي تستخدم لنقل المياه التي تتزود بها القرية، وبعض أشجار الزيتون والصبر، وحدائق التبغ، وصفوف من خلايا النحل، تٌشاهد في القرية الآثار القديمة ذات الأهمية القليلة، وغرب البلد آثار إسلامية ظاهره تسمى مقام السيد الرفاعي.»

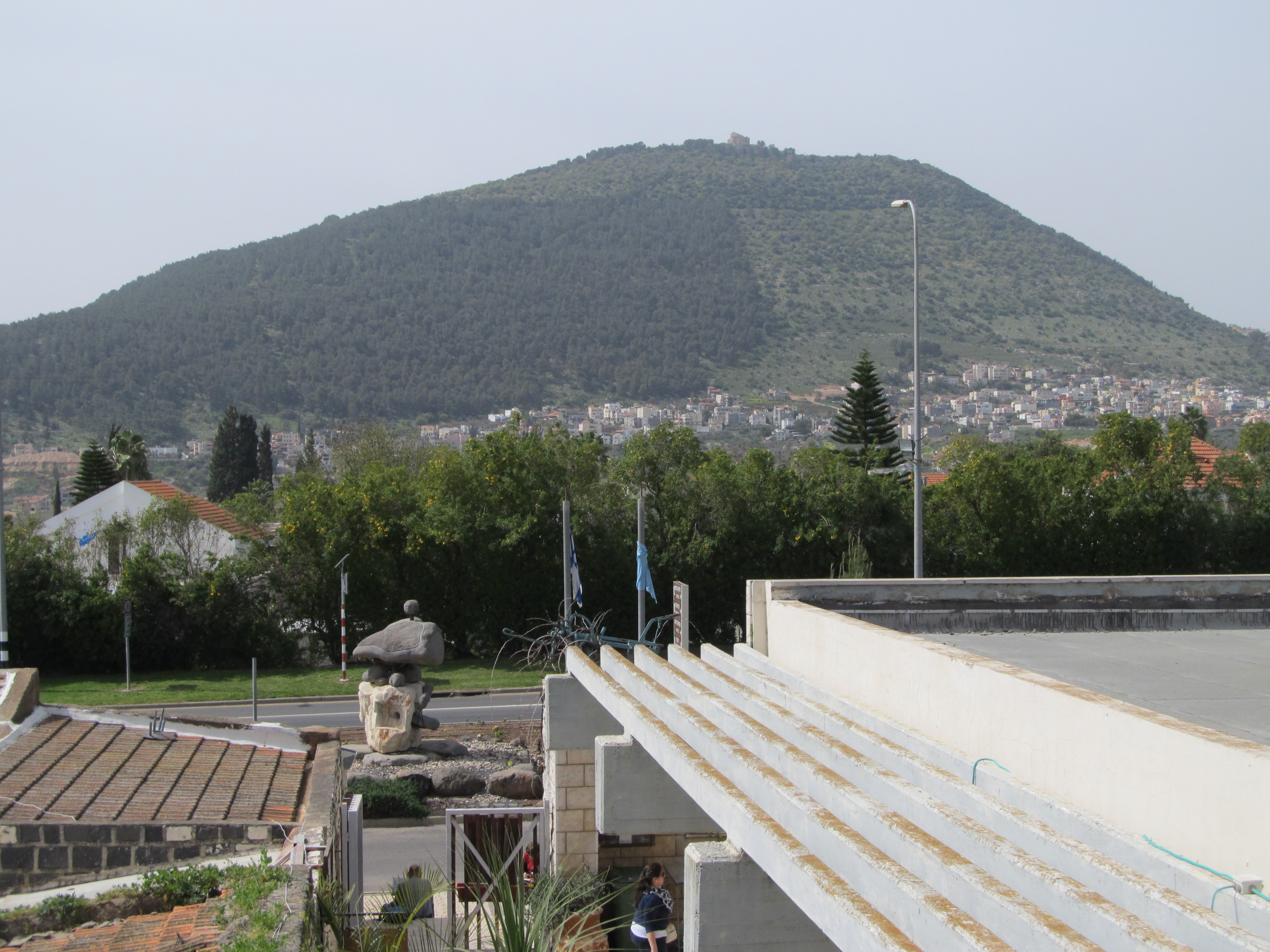
كفار تابور ويظهر خلفها جبل الطور

ذكر غوتليب شوماخر أيضا في كتابه أن القرية تحتوي على بعض الدولمين أو القلاع المتراكبة وهي طاولات حجرية ضخمة مكونة من الصخور الصوانية الكبيرة، تقع هذه الأثار في منطقة المحجة حيث تحتوي على أثار لـ 12 دولمين، وقد وصف الكاتب أحد هذه القلاع بالتفصيل من حيث الارتفاع والطول والعرض.
القوائم الجانبية بطول (3.48 م / 3.581 م) على الترتيب وبارتفاع من 0.787 م إلى 0.914 م، اللوح في الأعلى بطول 3.581 م وعرض من 1.727 م إلى 2.743 م وبسمك 0.356 م تقريبا، في منتصف اللوح يوجد ثقب دائري يبلغ قطره 10 انش وعمقه 4 انش.
ولقد عاش مع تاريخ القرية قول يتناقله الناس في جميع البلاد العربية يدل على كرم أبناء هذه البلدة حتى أصبح شعاراَ يفتخر به أبناء البلد أينما ذهبوا، القول لزائر يقال أنه من الكرك حلّ بالقرية وأعجبه كرم الضيافة لدى الأهالي، القول هو «صما فيها الخبز مرمى».
فتحت معركة الكرامة البطولية في أذار 1968 مرحلة مهمة جدا في تاريخ الصراع الأردني ـ الإسرائيلي تمثلت في حرب الاستنزاف (1968 ـ 1970)، خلال هذه السنوات الثلاث كان القتال محتدما على طول الجبهة الأردنية التي تمتد من الحمة شمالا إلى وادي عربة جنوبا وقدمت المدن والبلدات الأردنية في تلك الفترة المجيدة تضحيات جساما بصبر ورجولة.
كان لقرية صما والقرى المجاورة لها نصيب من هذه الحرب حيث تعرضت القرية عدة مرات خلال عام 1968 لغارات جوية عنيفة وقصف مدفعي مركز من قبل العدو الصهيوني استهدف البشر والحجر حيث كانت ترابط قطاعات من الجيش العربي الأردني والجيش العراقي والفدائيين في القرية وسقط على اثر هذا القصف العديد من الشهداء المدنيين والعسكريين.
أول شهيد أردني في فلسطين
يؤرخ الدارسون للحركة الوطنية في فلسطين والأردن أن كايد مفلح عبيدات هو أول شهيد أردني (1920) يسقط دفاعا عن فلسطين، الا ان ذيب الزبداوي، روى في حفل احياء ذكرى الشهيد كايد الذي عقد خلال شهر نيسان (1990) قائلا: ان أول شهيد أردني سقط على ثرى فلسطين، هو المجاهد أحمد العبد الله العبد القادر القعاونة من قرية صما غربي مدينة اربد (20 كم).
كان محمود العبد الله عبد القادر القعاونة يقود فصيلا من الثوار لمقاومة الاحتلال الصهيوني لفلسطين وفي أحد أيام الصيف لعام 1919 توجه مع عدد منهم ومن بينهم أخوه أحمد العبد الله واعداد كثيرة من القرى المجاورة لبلدة صما إلى غزو مستعمرة (كونة) يهودية تسمى مسحا (مستوطنة كفار تابور كفار تافور) الواقعة شرق جبل طابور واعدوا خطة حربية للقضاء على اعداد من اليهود واغتنام مواشيهم، وكانت الخطة ان يقسموا إلى فريقين، فريق ياخذ المواشي، وفريق يكمن لليهود حتى إذا تبع اليهود الفريق الأول خرجوا لهم من مكمنهم فجاة وقتلوهم، وهذا ما جرى، فاخذوا الماشية وقتلوا اعداد كبيرة من اليهود.
في تللك المعركة استشهد أحد الأبطال واسمه أحمد العبد الله القعاونة، وعندما ارد المجاهدين ان يخلوا جثته وسحبها إلى الأراضي الأردنية، فراى المجاهد محمود العبد الله ان اخلاء الجثة سوف يكلف استشهاد اعداد أخرى من المجاهدين، عندها امرهم باخذ سلاحه وترك الجثة على أرض فلسطين الحبيبة، وبقيت هذه المعركة تعرف وتذكر حتى يومنا هذا، بسنة (كونة مسحا) وكان من المجاهدين:
1. الشهيد أحمد العبد الله أحمد عبد القادر القعاونة
2. محمود العبد الله القعاونة قائد المجموعة
3. محمود علي بني عمر
4. إبراهيم سليمان الجداية
5. محمد علي بني عمر
6. إبراهيم محمود القعاونة
7. سليم محمد يونس خطيب العظم

وكان هجوم مجاهدي شرق الأردن من منطقة صما، انطلق من منطقة تدعى «مهرة» وهي منطقة مرتفعة تطل على المستوطنة والانسحاب إلى منطقة البحيرة، بجانب مستوطنة تدعى ام الحجاج آنذاك.
تابع المجاهدون من قرية صما أعمال الجهاد ضد العصابات الصهيونية في فلسطين، ولقد ترك الشهيد أحمد العبد الله عند استشهاده طفلة تدعى موزة أحمد العبد الله وطفل عمره اقل
من عام يدعى مصطفى أحمد العبد الله الذين كفل بهما عمهم المجاهد محمود العبد الله، ترعرع مصطفى في بيت عمه الذي كان ياتيه المناضلون ويتسامرون في الأحاديث الوطنية في مضافة عمه، وكان اسم عمه يدب الذعر في المنطقة لشدته وصرامته حيث كان اللصوص يموتون رعبا، وكانت لديه المقدرة لمتابعتهم حين هروبهم إلى فلسطين واحضارهم مقيديين إليه.
في مذكراته البرلمانية المسماة «معارك برلمانية»، ذكر المفكر والمؤرخ أحمد عويدي العبادي في الحلقة 57 المنشورة في صحيفة السوسنة خلال زيارته للرئيس الفلسطيني الراحل ياسر عرفات بتاريخ 13 تشرين ثان 1999، ذكر بأن عرفات أعتبر الشهيد كايد مفلح عبيدات والشهيد أحمد عبد الله القعاونة من اوائل الشهداء الأردنيين في فلسطين.

## الجغرافيا

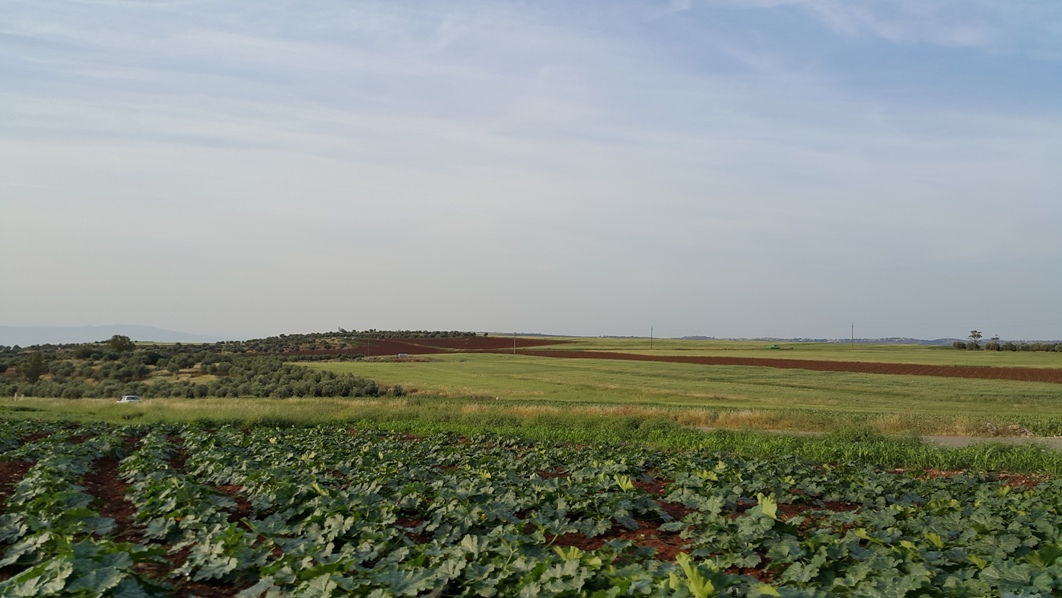
أراضي خضراء شاسعة

### الجيولوجيا
تقع هذه البلدة في منطقة تضاريسية غاية في الروعة والجمال، فيها السهول والهضاب والوديان والتلال، وفيها الصخور

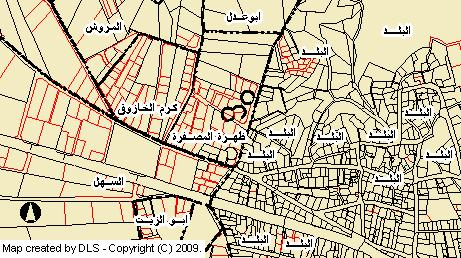
مناطق صما

والرمال والتراب بألوان وأعماق تختلف من منطقة إلى أخرى، وتكثر فيها أشجار الزيتون القديمة والحديثة وكذلك الأشجار الحرجية وخصوصا أشجار البلوط.
أرض هذه البلدة ليست ذات علو كبير ولا ذات انخفاض خطير (325 متر عن سطح البحر)، بل لقد أخذت موقعها من أراضي الشفا في منطقة الوسطية المطلة على لواء الأغوار الشمالية، فكان مناخها رفيقا بأهلها لا حرا ولا بردا. أما موقعها بالنسبة لمدينه إربد، فهي تقع إلى الغرب منها وعلى بعد 18 كم تقريبا كمسافة طريق وعلى بعد 13 كم تقريبا كخط نظر، وتتبع إداريا إلى لواء الطيبة الذي هو جزء من محافظة إربد، وهي تقع على خط طول 35,69 درجة وعلى خط عرض 32,57 درجة، وتحيط بها كل من بلدة الطيبة من الجنوب الشرقي وبلدة مندح من الجنوب الغربي، وبلدة مخربا وبلدة زبدا من الغرب ومن الشرق قرية حوفا، أما من الشمال الشرقي قرية الخراج وبلدة كفر أسد، يفصل القرى الثلاث الأخيرة عن صما وادي حوفا.
تتألف أراضي القرية من عدد من الأحواض (المناطق) وهي:
الهدم،
ظهرة المصفرة،
كرم الخازوق،
المروش،
المعلقه،
أبو الطيور،
أبو المسان الشرقي،
أبو المسان الغربي،
قطيله،
مصقاع الزحريه،
ام العوصلان،
الوادي الغربي،
أبو الزيت،
السهل،
ام عامود،
المدورات،
ام الخبايص،
دبالا،
الجرشيه،
أبو عدل،
تبانا،
المشريه،
دبة العرايس،
المناخ،
البياض،
المحجة،
البلد.
أما مساحة أراضي بلدة صما فهي 13.76 كم²  ويتبع لها خربتان غير مأهولتين بالسكان هما المشيرفة غرب البلد وكفر داهم جنوب البلد.

### الطقس والمناخ
مناخ صما كبقية مناطق محافظة اربد هو مناخ البحر الابيض المتوسط، معتدل صيفاً وبارد ماطر شتاءً حيث درجة الحرارة في الصيف لا تتعدى 35 وفي الشتاء تكون منخفضة وقد تصل إلى درجة الصفر، أما فصل الربيع فهو أجمل الفصول حيث تصبح صما خضراء وتنتشر الزهور والنباتات المختلفة في كل مكان، تشتهر القرية بزراعة الزيتون والقمح والبصل والتين والعنب ويوجد فيها أيضا عدة غابات صغيرة من شجر البلوط.
من النادر جدا تساقط الثلوج في القرية نظرا لانخفاضها النسبي (325 م عن سطح البحر)، فيما يذكر الكثيرين في القرية التساقط الكثيف للثلوج في شباط 1992 حيث أصبح هذا الشتاء مضرباً للمثل أو كما يسميها الناس بالثلجة الكبيرة.
يمتاز فصل الشتاء في القرية بالتساقط الغزير للأمطار، وفقاً لبيانات دائرة الأرصاد الجوية فإن نسبة الهطول المطري المسجلة في محطة أرصاد صمّا من الأعلى في الأردن وذلك منذ بدء المحطة في العمل.
صما من القرى الشفا غورية لا تبعد سوى كيلومترات قليلة عن غور الأردن الشمالي، وأراضي قرية صما الزراعية تمتد لتصل مشارف وادي العرب وهي قريبة من الحمة الأردنية، وتحتوي أيضا على مناطق خضراء شاسعة، جميع هذه الأشياء جعلت من السياحة والاستجمام عادة شبة أسبوعية لأبناء هذه القرية والمناطق المجاورة.

## السكان
وفقاٌ للتعداد العام للسكان والمساكن الذي أجري العام 2015 فقد بلغ عدد سكان صما 15761 نسمة (8048 ذكور و7713 اناث) يتوزعون على 3113 أسرة علما بأن عدد سكان القرية في عام 1901 كان حوالي 350 نسمة ، وفقا لبيانات دائرة الإحصاءات العامة فان عدد سكان البلدة المقدر لعام 2017 هو 16624 نسمة.

## العمران

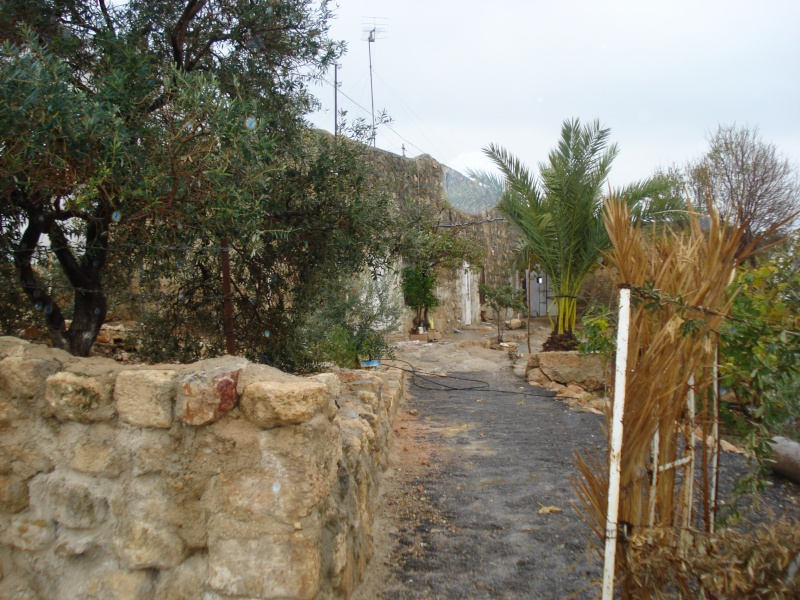
بيوت صما القديمة

يتميز البناء في صما باللون الأبيض والأحمر والمبني من الطوب والاسمنت وفي الغالب لا تكون البيوت على شكل طوابق وإنما بطابق واحد مع حديقة صغيرة، وفي صما مسجد قديم بني في بداية القرن الماضي سنة 1907 ميلادي ولا يزال قائما حتى يومنا هذا (مسجد الصحابي سعد بن عبادة) بالإضافة إلى مساجد أخرى موزعه على جنبات البلد الأربعة ووسطها ويبلغ عدد المساجد الحالية حوالي تسعة مساجد . وكذلك تتوافر فيها المدارس الحكومية للبنات والبنين من الروضة حتى الثانوية وبعض المدارس الخاصة لمرحلة الروضة.
يذكر أن أول مدرسة شيدت في البلدة كانت العام 1952 بواسطة منظمة الأمم المتحدة للغوث وذلك لإستيعاب الطلبة من اللاجئين الفلسطينيين الذين قدموا للبلدة بعد نكبة 1948.
يخترق البلدة من الشرق نحو الغرب شارع طويل هو شارع البترول (خط أنابيب الموصل-حيفا) حيث يفصل القرية لجزئين شمالي وجنوبي وتتفرع منه عدة شوارع إضافة لشارع البلدة الرئيسي الذي يقود نحو وسط البلد.
بتاريخ 2018/2/19 قرر مجلس الوزراء بالاستناد لأحكام قانون الاستملاك رقم 12 لسنة 1987 الموافقة على استملاك قطع اراضي في بلدة صما استملاكا مطلقا لأغراض وزارة الطاقة والثروة المعدنية لغايات مشروع بناء أنبوب غاز طبيعي مع إسرائيل من نقطة التزويد على الحدود الأردنية بالقرب من معبر الشيخ حسين ولغاية نقطة الربط مع أنبوب الغاز الطبيعي في الخناصري في محافظة المفرق.
يوجد في صما عدد من المراكز الخدمية والإدارية منها نادي صما الرياضي ومنتدى صما الثقافي ومركز صحي صما الشامل ومركز صما القرآني والجمعية الخيرية الإسلامية ومحطة صما للارصاد الجوية ومكتب البريد ومكتب المتقاعدين العسكريين.
كما تتوفر جميع الخدمات التجارية من محال وبقالات ومطاعم ومراكز تجارية ومكتبات ومحطات صيانة.

## الرياضة
تأسس نادي صما الرياضي عام 1982 ويقع مقره في الحارة الشرقية للبلدة ويترأسه حالياَ السيد بدر باسم الدعجة ويضم فريقا لكرة الطائرة يلعب بدوري الدرجة الثانية وآخر لكرة القدم يلعب في دوري الدرجة الثانية يضم في صفوفه مجموعة من اللاعبين من داخل البلدة وخارجها ويدربه الكابتن محمد العلاونة لاعب نادي العربي سابقا، يخوض النادي أغلب مبارياته على الملعب البلدي في مدينة اربد علماَ بأنه يملك ملعب سداسي يستخدمه في التدريبات.
في العام 2012 تم تهبيط النادي إلى الدرجة الثالثة بعد أعمال الشغب خلال مباراة النادي مع نادي حرثا وحرمانه من اللعب لمدة ثلاث سنوات وايقاع عقوبات ايقاف متفاوتة بحق اللاعبين والإداريين بالإضافة إلى غرامة مالية تقدر ب 30000 دينار وبعد زيارة لمقر الاتحاد الأردني لكرة القدم بداية العام 2014 من قبل إدارة النادي الجديدة ممثلة برئيس النادي السيد خالد النمرات وبعد الجهود التي بذلوها لإعادة النظر بقرار الحرمان؛ وافق الاتحاد على مشاركة النادي بهذا الدوري مع الاحتفاظ بحرمان اللاعبين القدامى والاحتفاظ بالعقوبة المالية والغرامات لتبدأ اللجنة الرياضية بتسجيل اللاعبين الجدد الذين سوف يمثلونه في الدوري وكانت أولى المباريات بشهر أذار 2014 ضد نادي جديتا وخسرها بنتيجة 1-0.
في آب 2014 وبعد صدور قرار الاتحاد الأردني لكرة الطائرة بالموافقة على مشاركة نادي صما الرياضي بفريق للطائرة باشرت اللجنة الرياضية باختيار اللاعبين من داخل البلدة وخارجها وفاز النادي في أول لقاء له على نادي منشيه بني حسن في حين كانت المشاركة الرسمية الأولى للنادي بدوري الدرجة الثانية بتاريخ 14 تموز 2016 ضد نادي النقع من الكرك وفاز نادي صمّا بنتيجة 3-0.
في منتصف أب 2016، توّج فريق النادي للكرة الطائرة بطلا لدوري الدرجة الثانية للكرة الطائرة بعد فوزه على نادي أم قيس بنتيجة 3-0.
بتاريخ 31 آب 2016 تم تقييد لاعبي نادي صما الرياضي لسن 20 سنة وذلك للمشاركة بدوري كرة القدم تحت سن 20 لموسم 2016-2017 لرفد الفريق الأول بشباب لديهم المهارة واللياقة البدنية العالية.
تأهل نادي صما الرياضي إلى مصاف أندية الدرجة الثانية لكرة القدم عن أندية محافظة اربد مع ختام مباريات دوري الدرجة الثالثة لموسم 2017-2018.

## صور من القرية

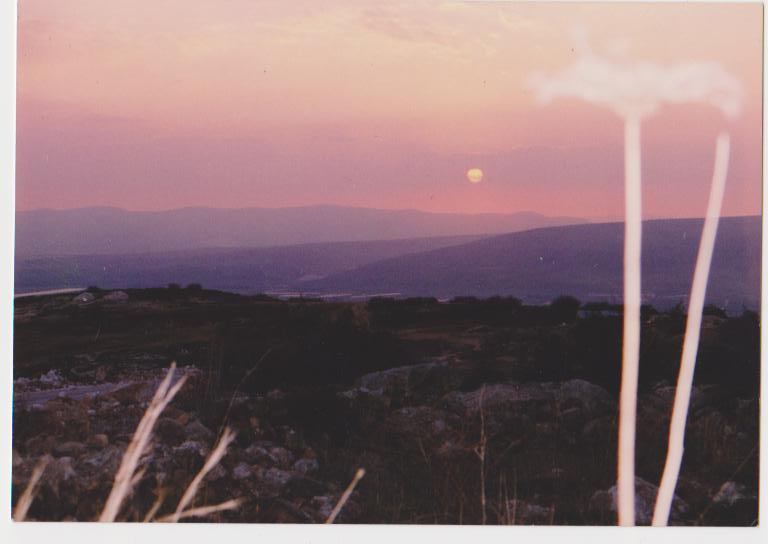
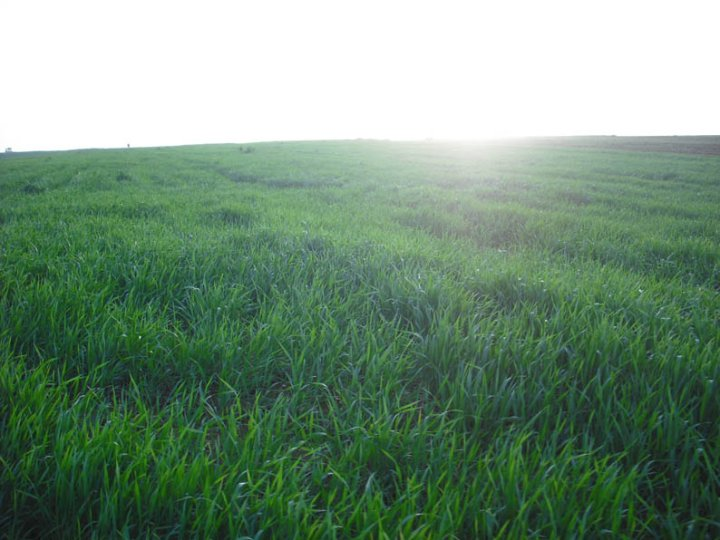
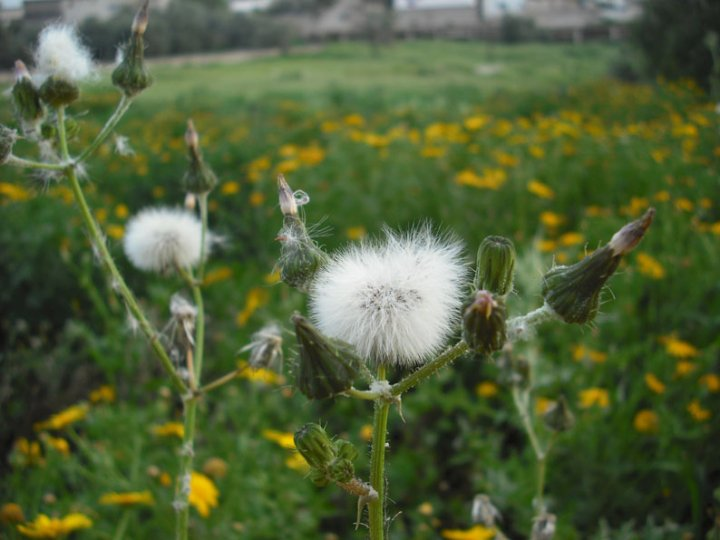
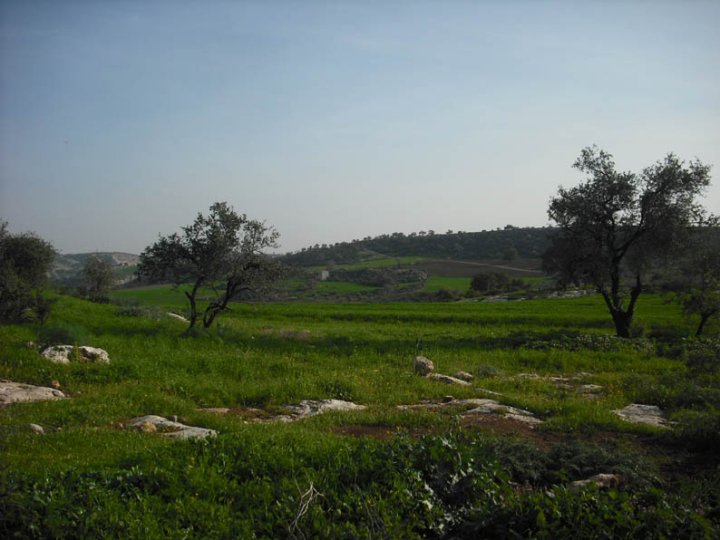
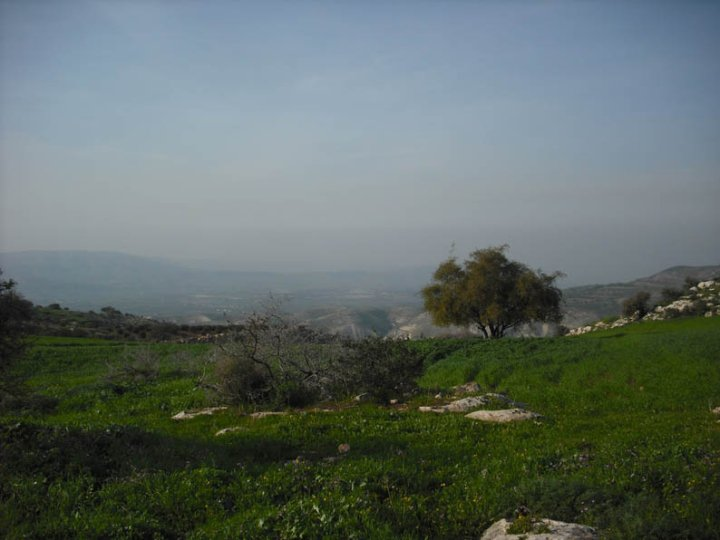
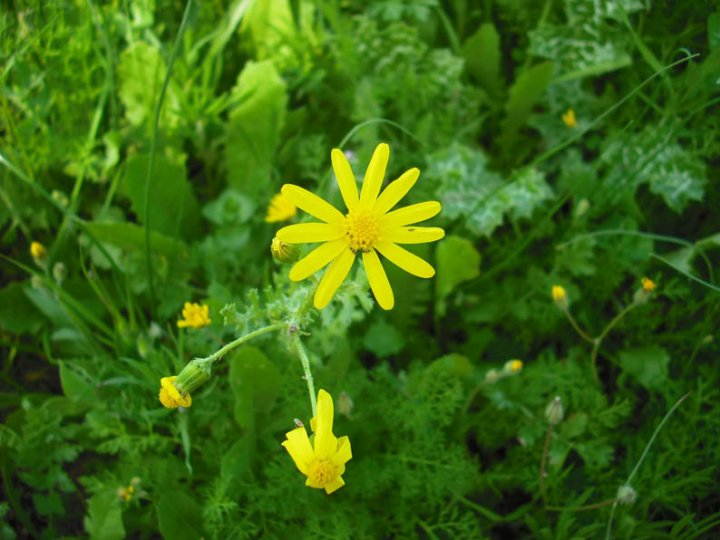
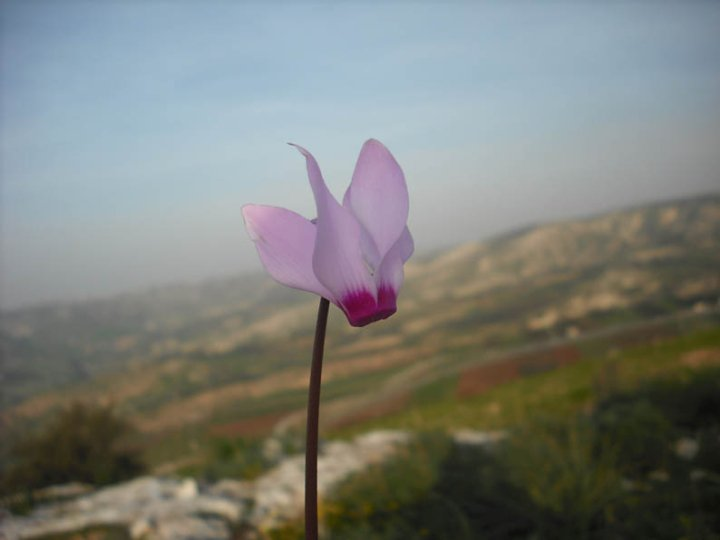
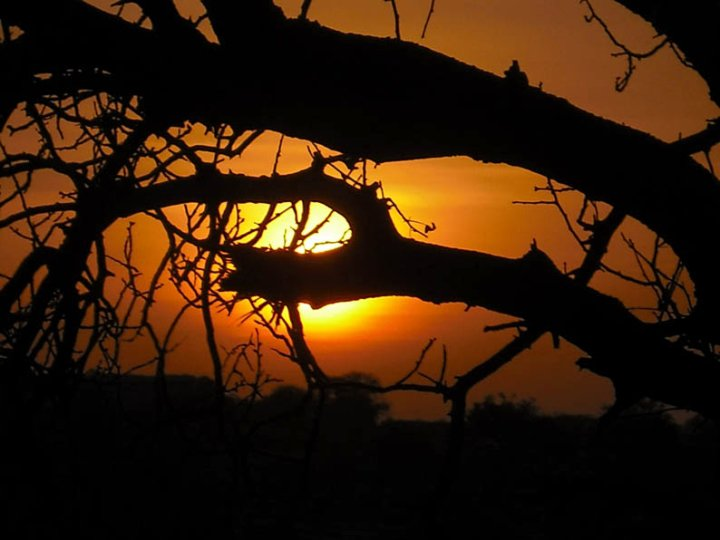
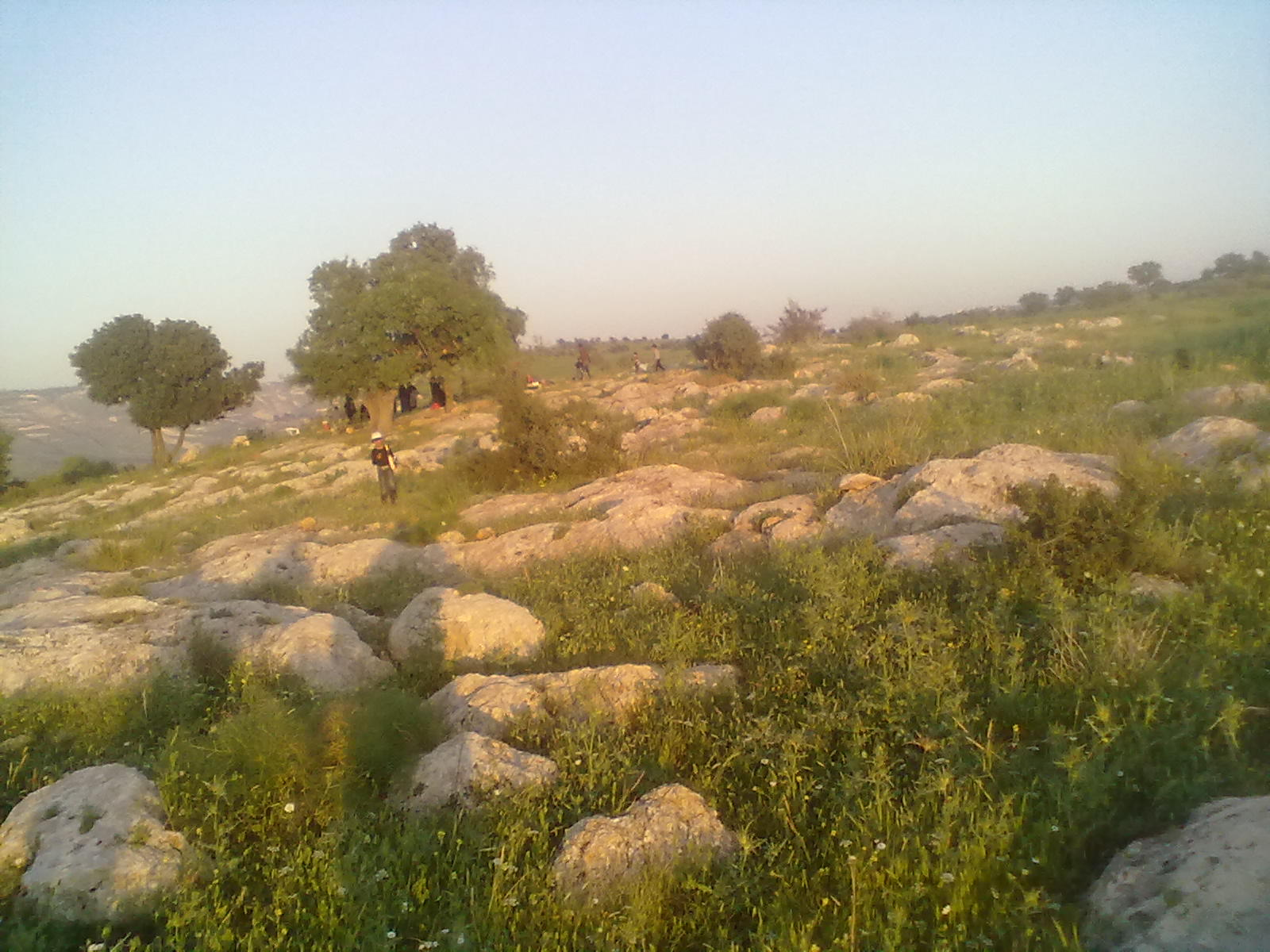
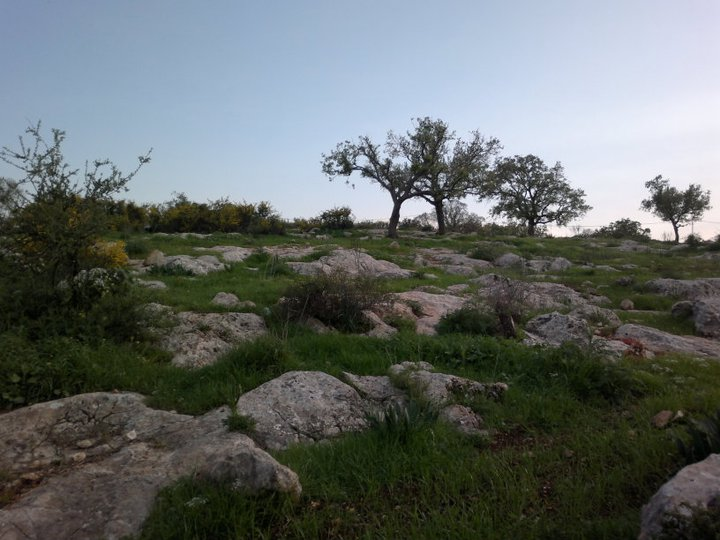
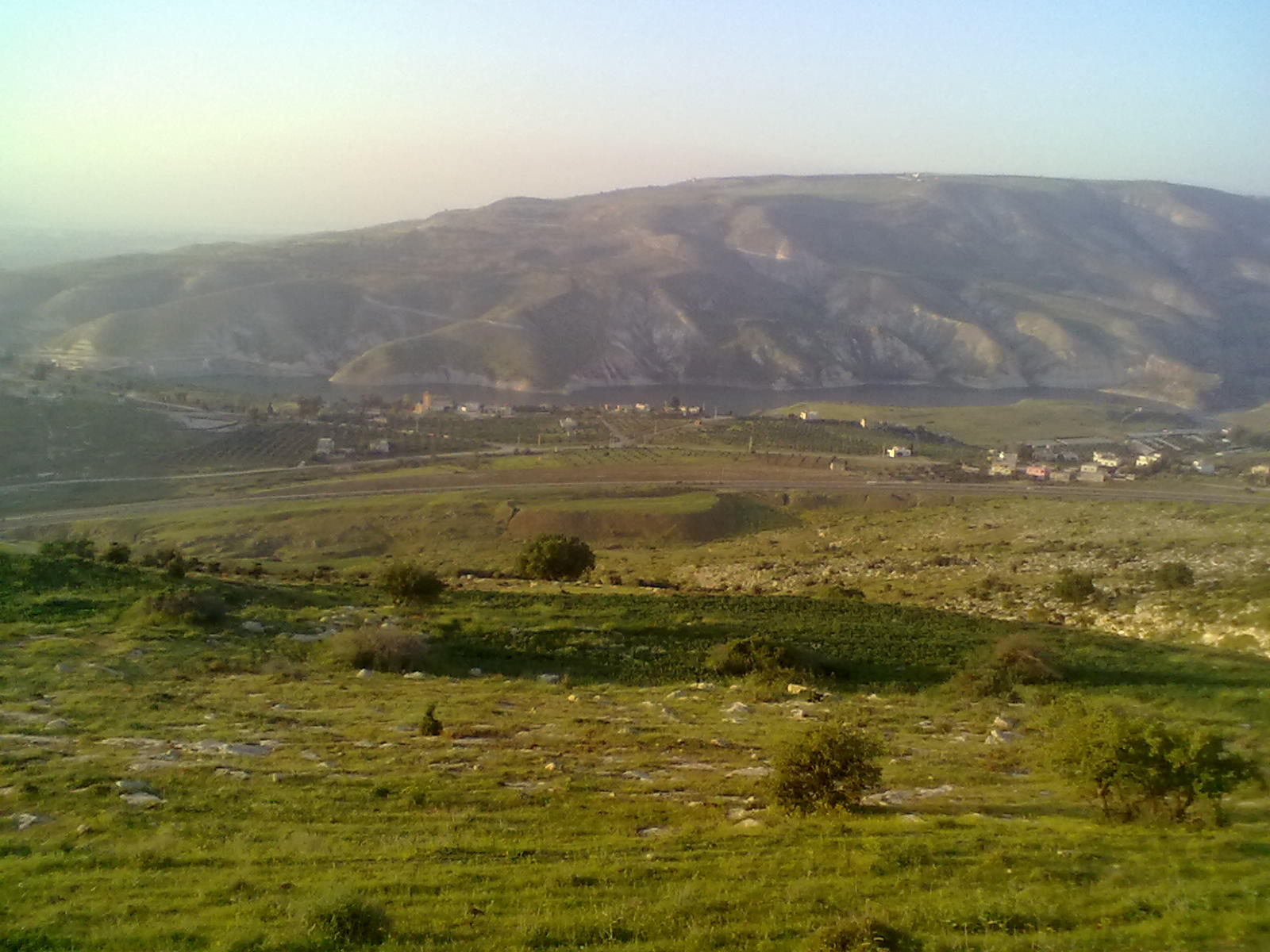
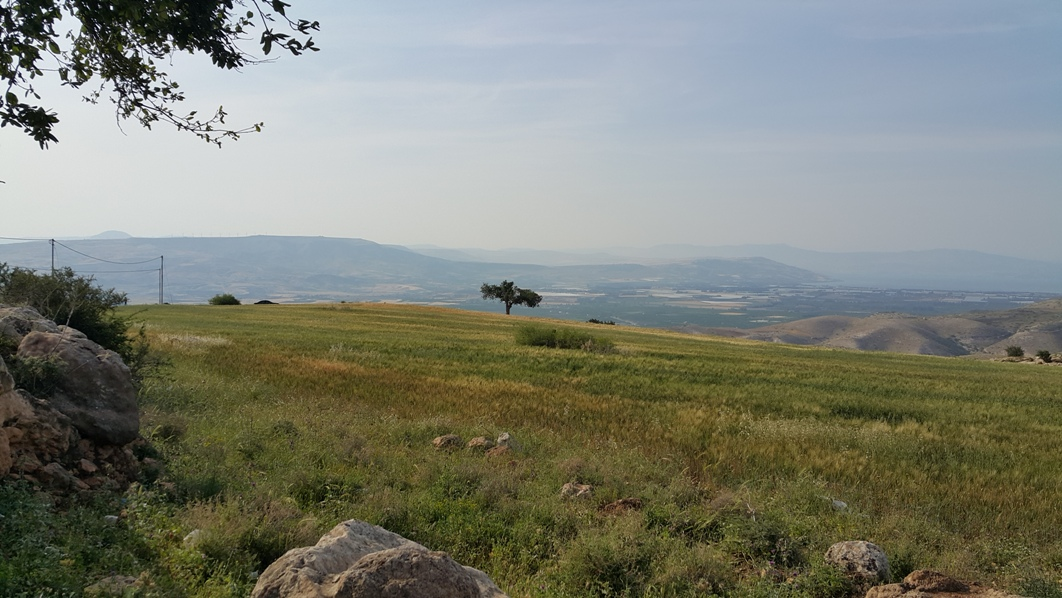
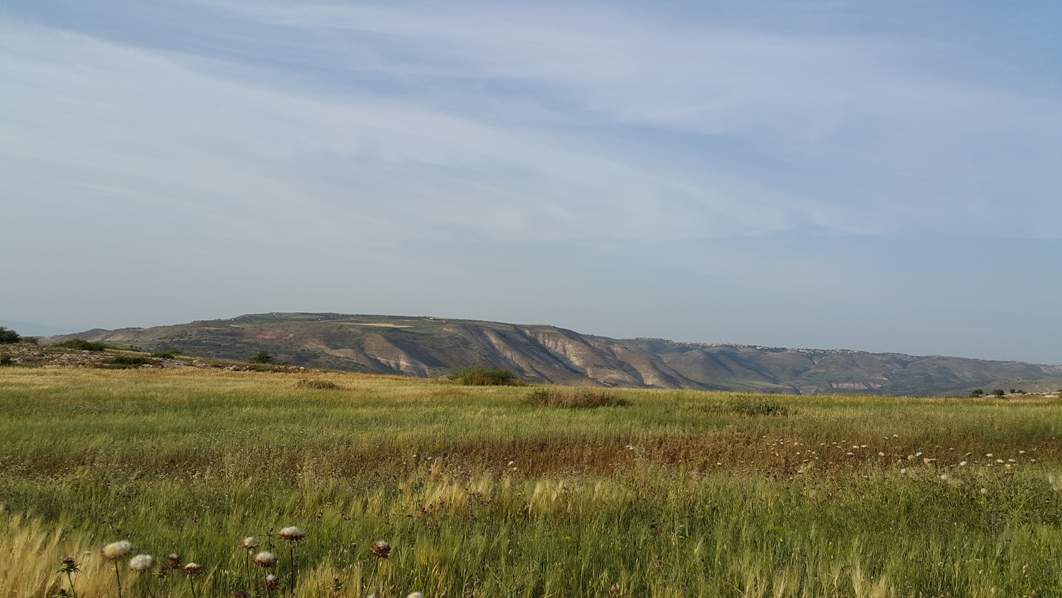
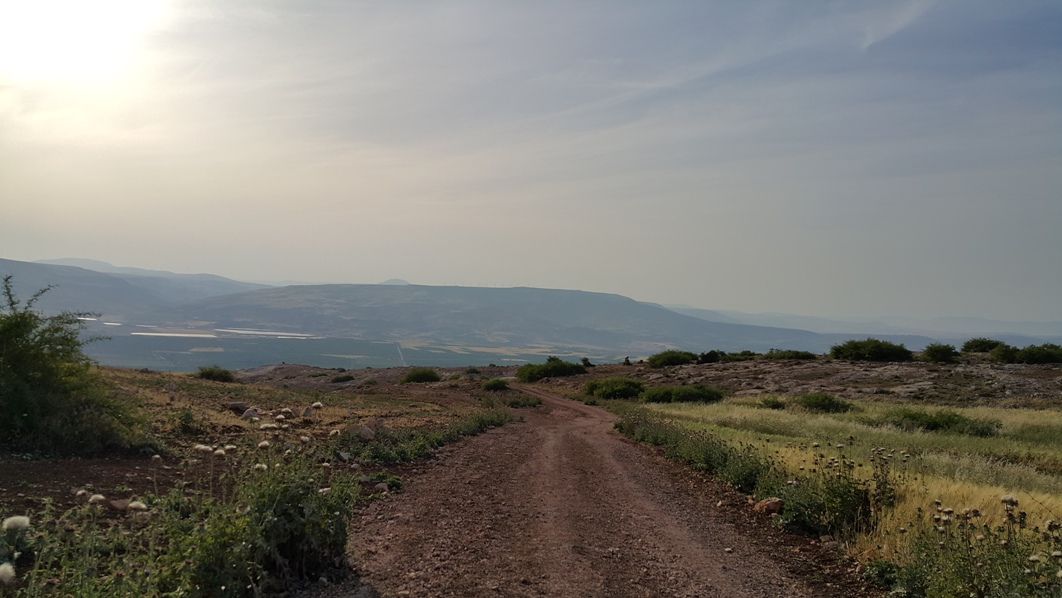
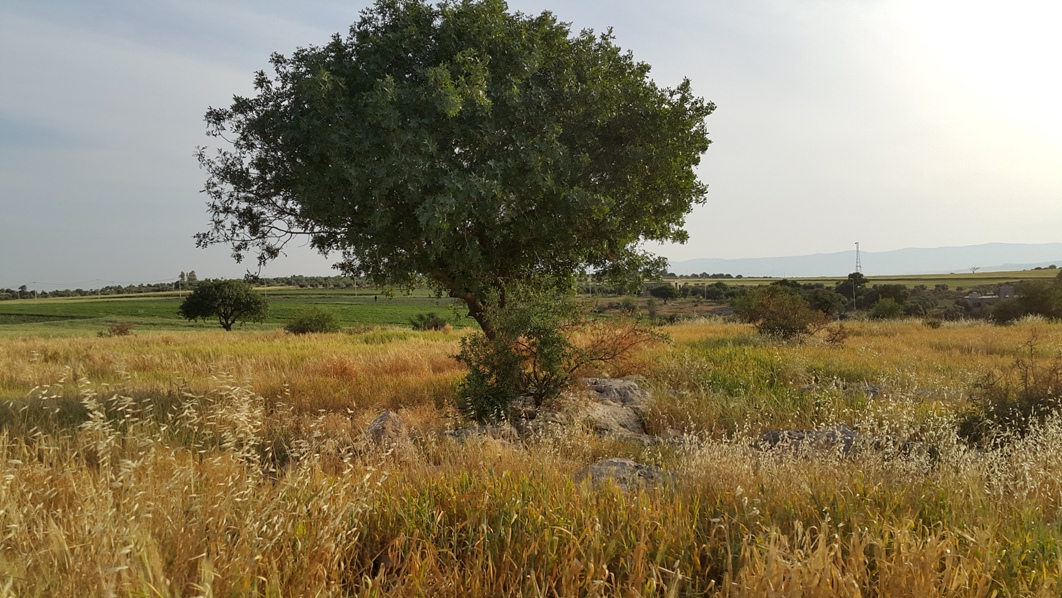
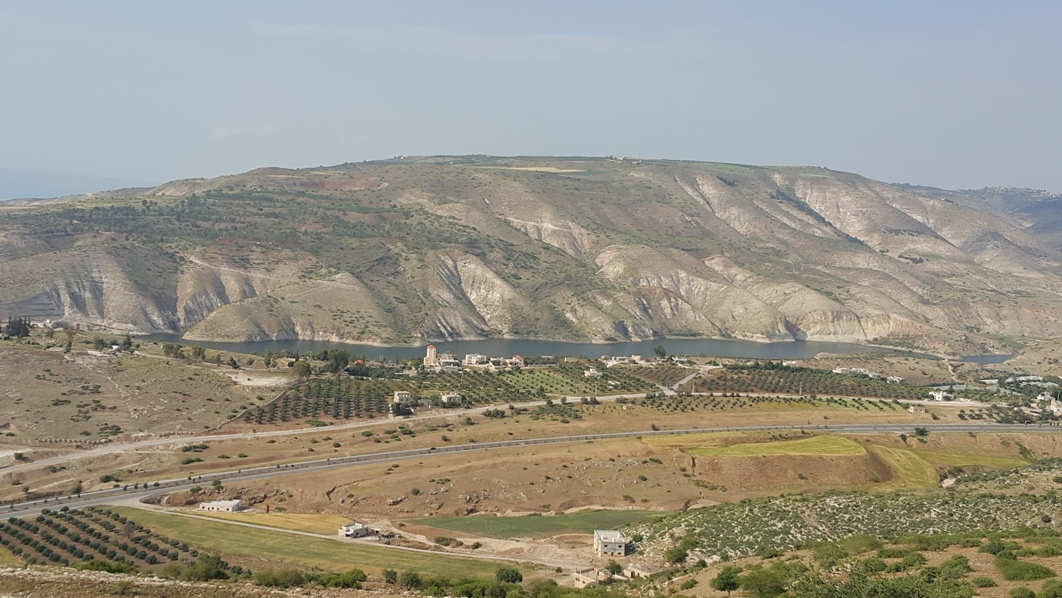
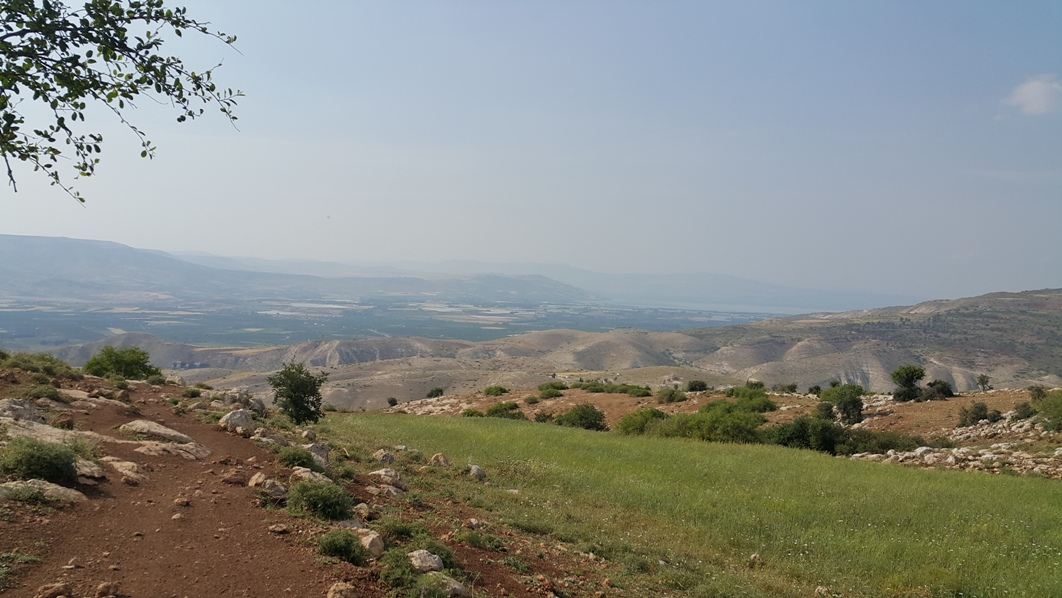
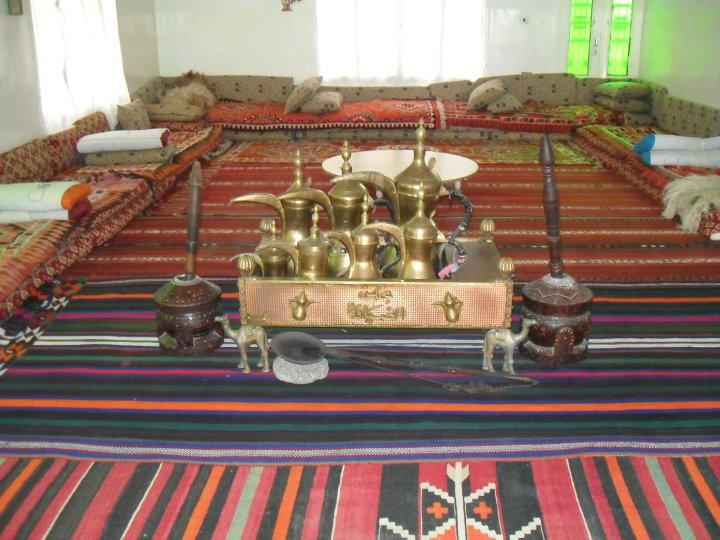
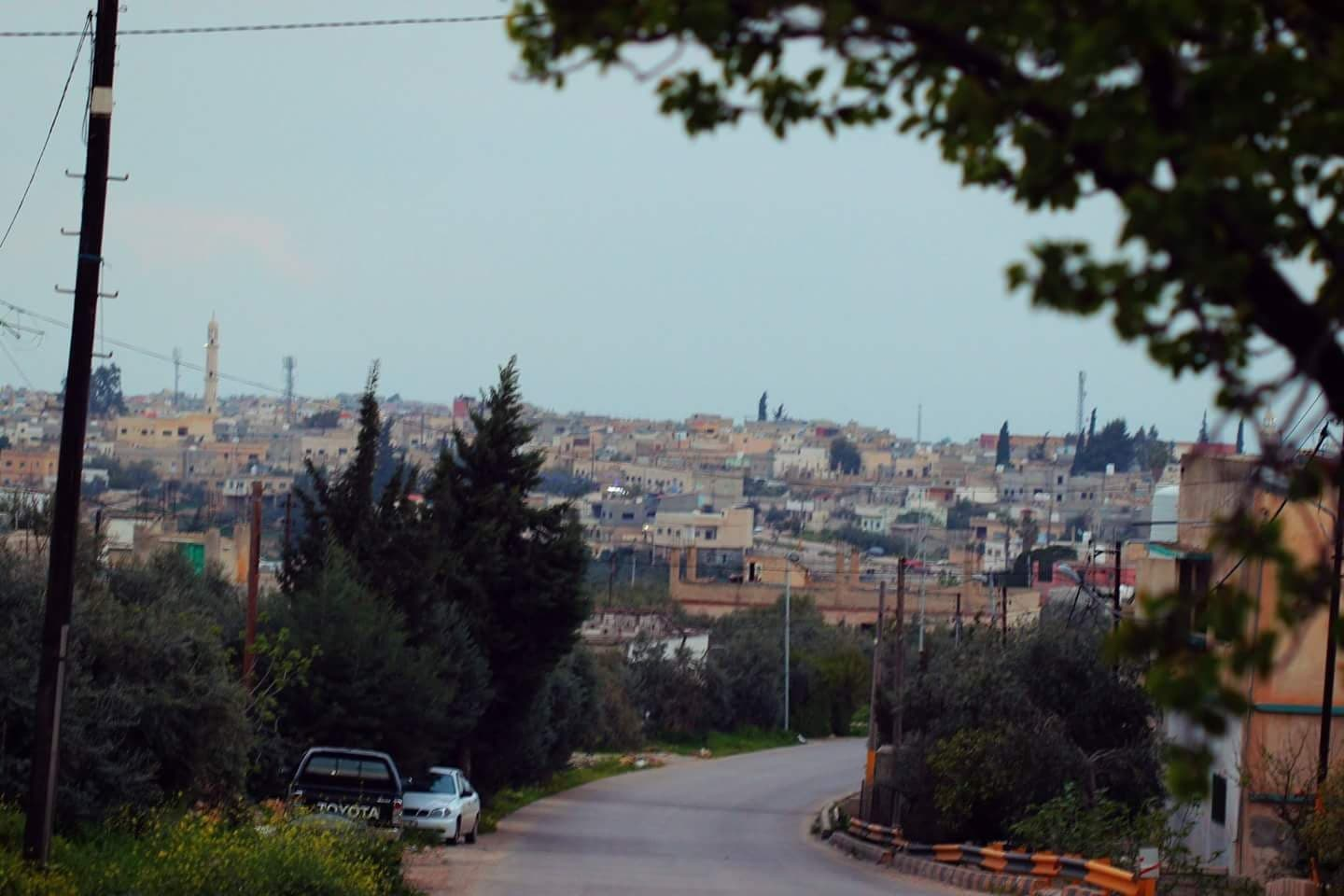
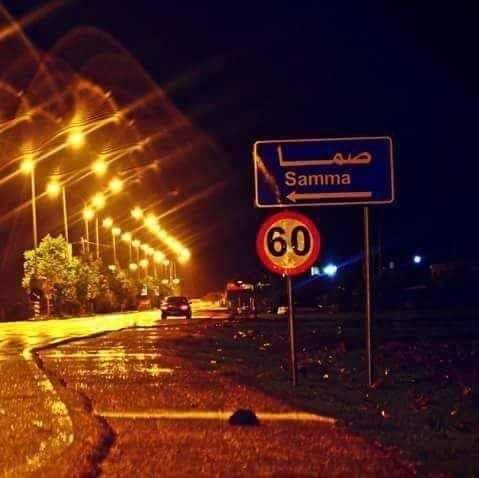